# Elon
För andra betydelser, se Elon (olika betydelser).

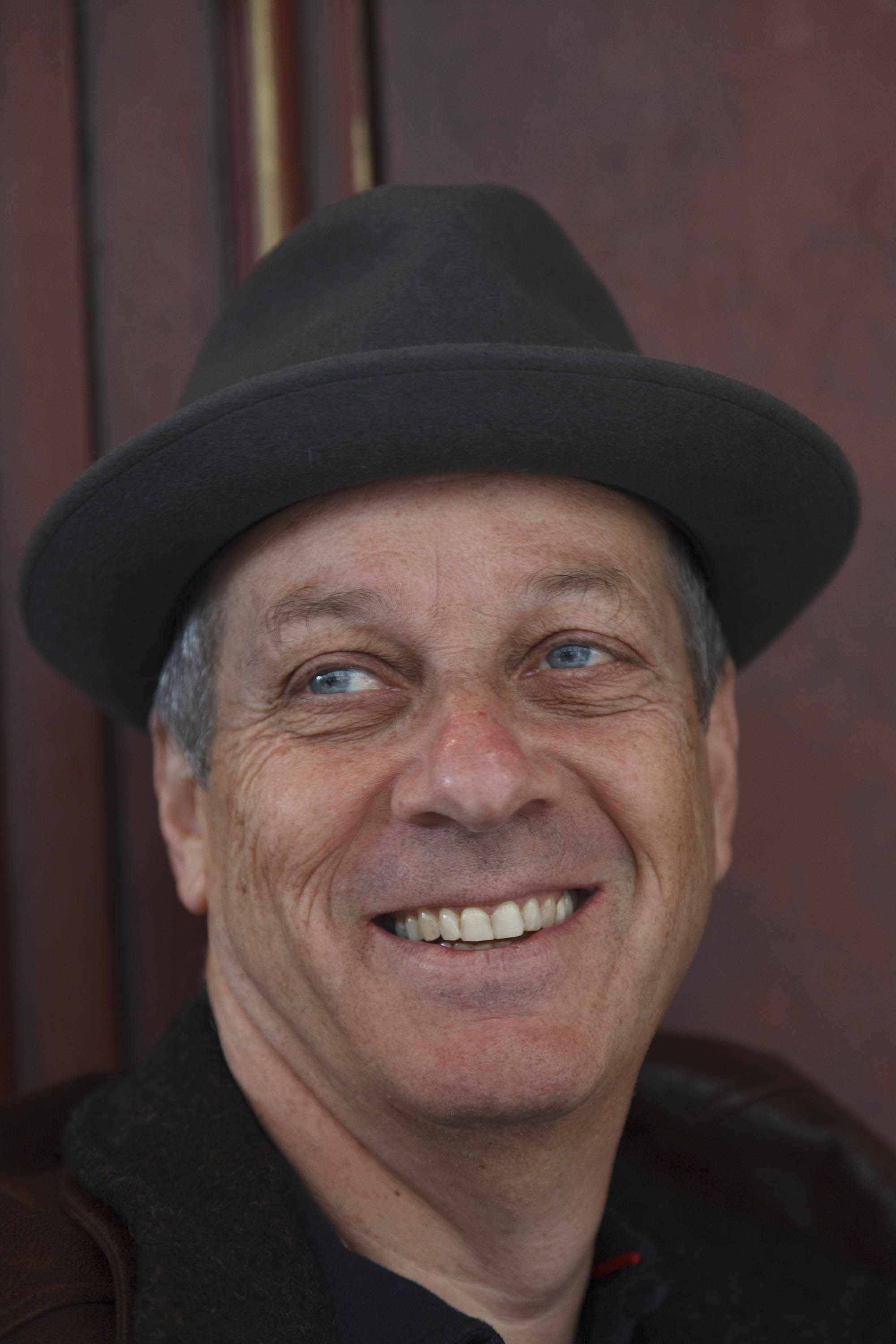
Elon Ganor, 2009.

Elon är ett förnamn/mansnamn. Ursprunget är hebreiskt, och namnet kan betyda 'styrka' eller 'ek', enligt vissa även "det stora trädet". Det finns cirka 1 600 personer i Sverige som bär namnet, företrädesvis äldre personer, men det har under 2000-talet visat en viss tendens att öka.

## Nordisk mytologi
Namnet Elon ska enligt vissa uppgifter även ha förekommit i nordisk mytologi där det har betydelsen styrka.